# Ухил (похила поверхня)
Ухил — елемент поздовжнього профілю залізничної колії, що має нахил до горизонтальної лінії. Ухил для поїзда, що рухається від нижчої точки до вищої, називається підйомом, а назад — спуском.
Чисельно дорівнює тангенсу кута нахилу колії до горизонтальної лінії. Виражається в безрозмірних одиницях, або проміле (‰).
Мінімальний ухил колії обмежений можливістю самовільного стікання води дренажною системою колії. Максимальний ухил обмежений тяговою здатністю локомотивів (тягових агрегатів, моторвагонного рухомого складу), і залежить від призначення залізниці та рухомого складу, який використовується на ній.

## Джерело
- Правила технічної експлуатації залізниць України